# Dobrzejowice
Dobrzejowice je vesnice v Polsku, v Dolnoslezském vojvodství, v okrese Hlohov. Má status starostenství a je součástí gminy Żukowice.
Leží na levém břehu řeky Odry, 8 km severozápadně od Żukowic. Přes Dobrzejowice prochází silnice DW 292.